# KUKL
I KUKL (in islandese medievale stregoneria) erano un gruppo post-punk islandese degli anni ottanta, famoso per essere uno dei primi di cui la cantante Björk ha fatto parte.

## Discografia
Singoli:
- 1983 - Söngull (Gramm)

Album:
- 1984 - The Eye (Crass Records)
- 1985 - KUKL à Paris 14.9.84 (V.I.S.A.)
- 1986 - Holidays in Europe (The Naughty Nought) (Crass Records)

Apparizioni in compilation:
- 1984 - V.I.S.A. Présente (Bondage Records / V.I.S.A.), European compilation.
- 1987 - Geyser - Anthology of the Icelandic Independent Music Scene of the Eighties (Enigma Records), compilation.
- 2002 - Family Tree (One Little Indian), CD box set by Björk.

Materiale non pubblicato: MEGAKUKL (1985):
- Pubblicazioni non ufficiali:Megas e i KUKL registrarono circa 20 durante un concerto, che non venne mai pubblicato ufficialmente.

## Videoclip
- 1984 - ”Anna” (MPEG)[collegamento interrotto] - diretto da Óskar Jónasson.
- 1986 - ”A Mutual Thrill” (QuickTime)[collegamento interrotto].

## Componenti
- Björk Guðmundsdóttir - voce
- Einar Örn Benediktsson - voce, tromba
- Guðlaugur Kristinn Óttarsson - chitarra
- Einar Arnaldur Melax - tastiera
- Birgir Mogensen - basso
- Sigtryggur Baldursson - batteria